# Paul Schröder (Philologe)
Paul Gustav Albert Schröder (* 1. Februar 1844 in Elsterwerda; † 13. Oktober 1915 in Jena) war ein deutscher Semitist, Orientalist im diplomatischen Dienst und Generalkonsul.

## Leben
Der im südbrandenburgische Elsterwerda als Sohn des dortigen Amtsrichters Johann Carl Schröder (1813–1849) geborene Paul Schröder besuchte von 1855 bis 1862 die lateinische Hauptschule in Halle. Anschließend studierte er an der Universität Halle und in Berlin orientalische Sprachen. Während seines Studiums wurde er 1863 Mitglied der Burschenschaft Frankonia Halle. 1867 wurde er in Halle mit der Dissertation „De linguae Phoeniciae proprietatibus“ promoviert.
Er war von 1869 bis 1882 und 1885 bis 1888 Botschaftsdolmetscher in Konstantinopel, dazwischen deutscher Konsul und danach Generalkonsul des Deutschen Reichs für Syrien in Beirut. Schröder reiste durch den Orient, betrieb geographische sowie archäologische Studien. Dabei beschäftigte er sich insbesondere mit altsemitischer Epigraphik. 1871 ernannte ihn die Griechische philologische Gesellschaft in Konstantinopel zum ordentlichen Mitglied. 1909 trat Schröder in den Ruhestand und lebte in Lichterfelde und Jena, wo er 1915 starb.
Schröder galt als hervorragender Fachmann der orientalischen Sprachen und gab 1869 sein Werk Die phönizische Sprache heraus. 1870 und 1873 hielt er sich zu Studien auf Zypern auf.

## Veröffentlichungen (Auswahl)
- De linguae Phoeniciae proprietatibus particula prima. Dissertation Halle 1867.
- Die phönizische Sprache. Entwurf einer Grammatik, nebst Sprach- und Schriftproben. Verlag der Buchhandlung des Waisenhauses, Halle 1869. (Reprint: Sändig Reprint 1979, ISBN 3-253-03071-7.) Volltext